# Běleč (ort i Tjeckien, Södra Mähren)
Běleč är en ort i Tjeckien.   Den ligger i regionen Södra Mähren, i den östra delen av landet, 160 km sydost om huvudstaden Prag. Běleč ligger 397 meter över havet och antalet invånare är 186.
Terrängen runt Běleč är huvudsakligen kuperad, men åt nordost är den platt. Runt Běleč är det tätbefolkat, med 331 invånare per kvadratkilometer. Närmaste större samhälle är Kuřim, 18,5 km sydost om Běleč. Omgivningarna runt Běleč är en mosaik av jordbruksmark och naturlig växtlighet.